# 에리카 개빈

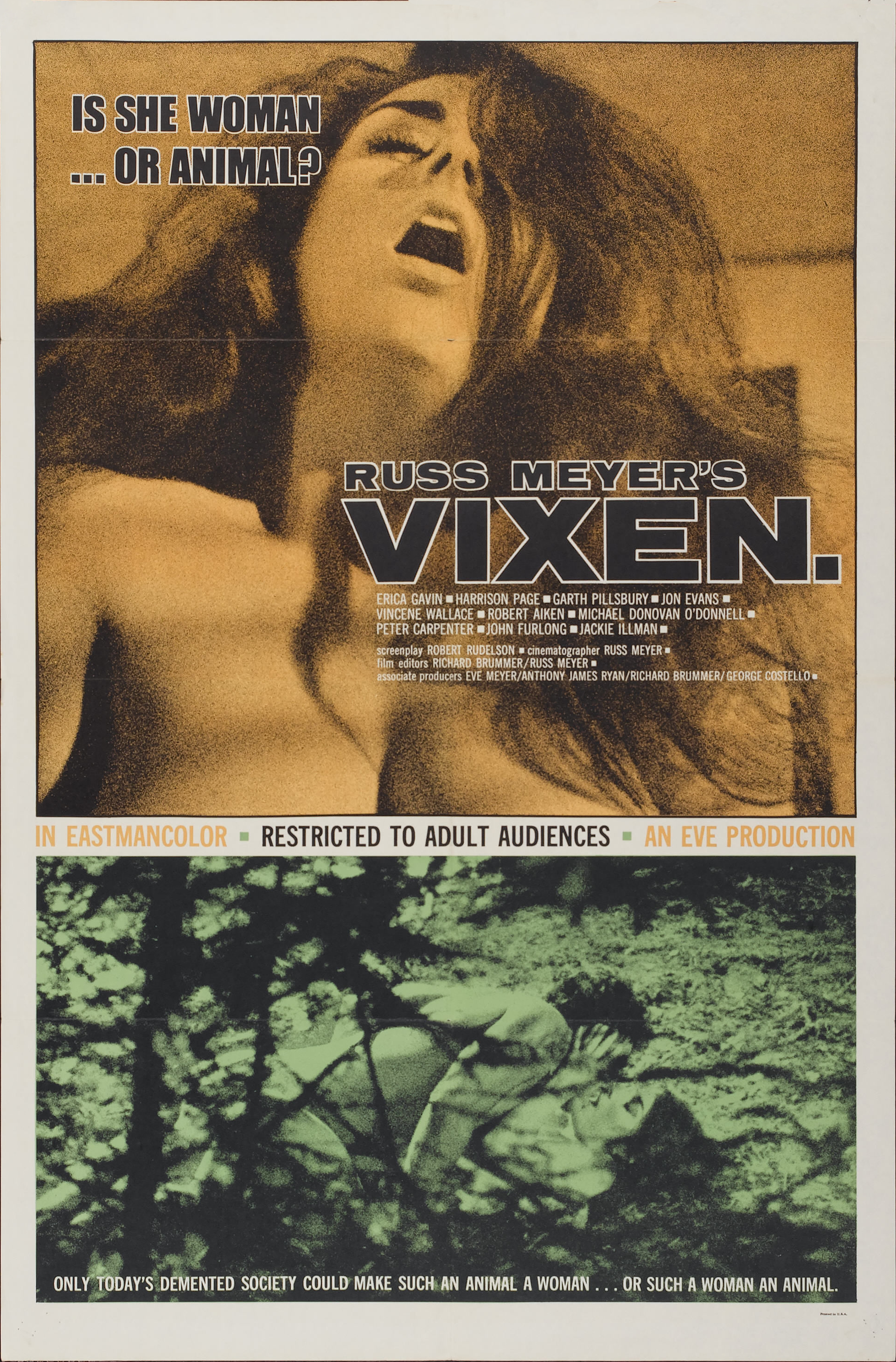

에리카 개빈(Erica Gavin, 1947년 7월 22일 ~ )은 미국의 배우, 영화배우이다.
로스앤젤레스에서 태어났다.

## 영화
- 여자 수용소 (1974년) - 재클린 윌슨 역
- 인형의 골짜기를 넘어서 (1970년)